# Літальний апарат з нерухомим крилом

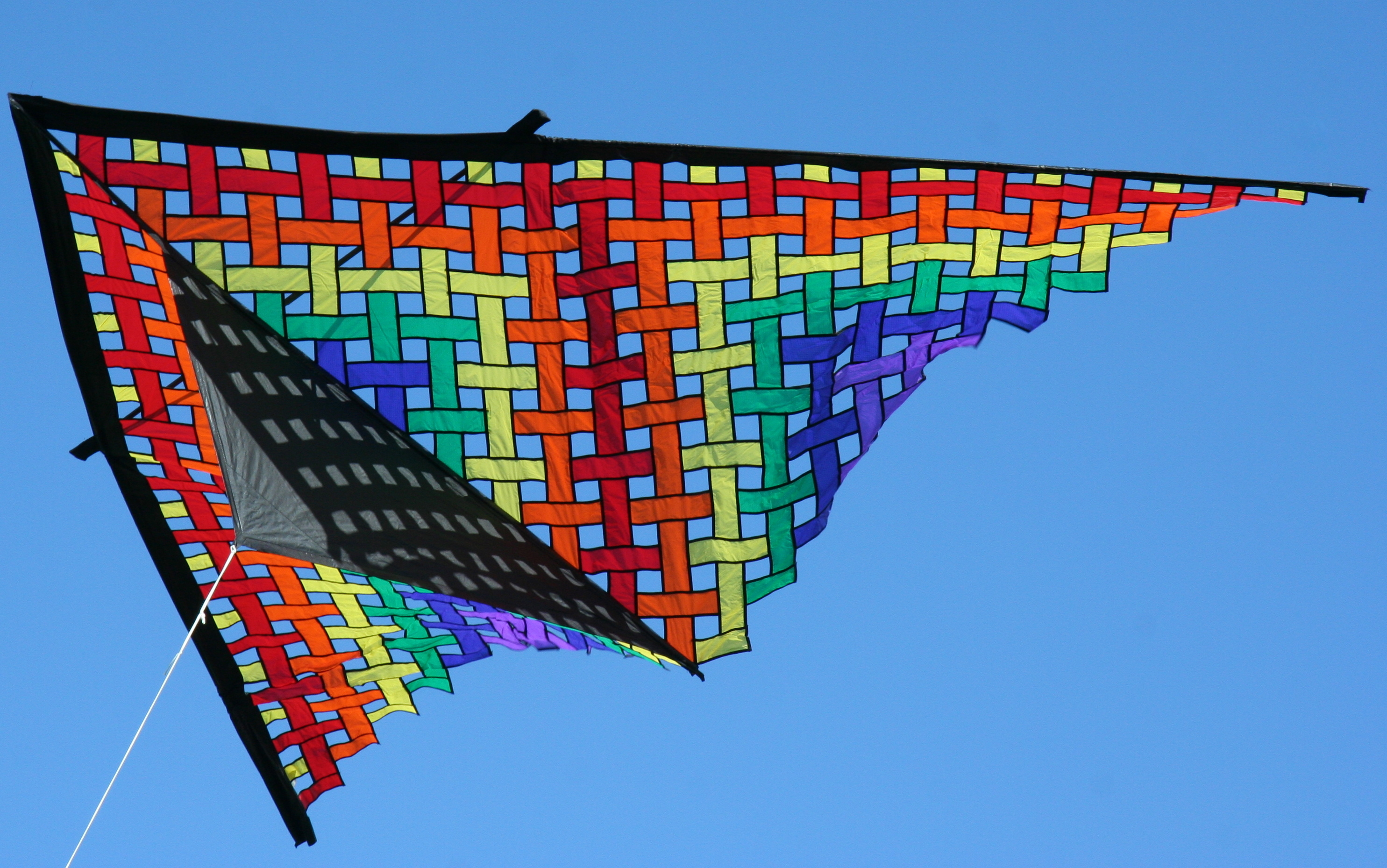
Літальний апарат з дельтоподібного формою крила (дельтаплан)

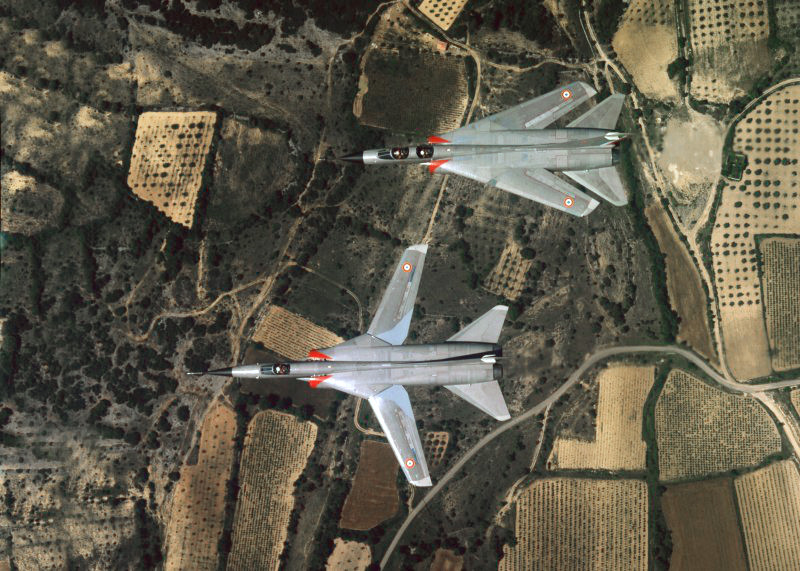
Літак із змінною геометрією (стрілоподібністю) крила

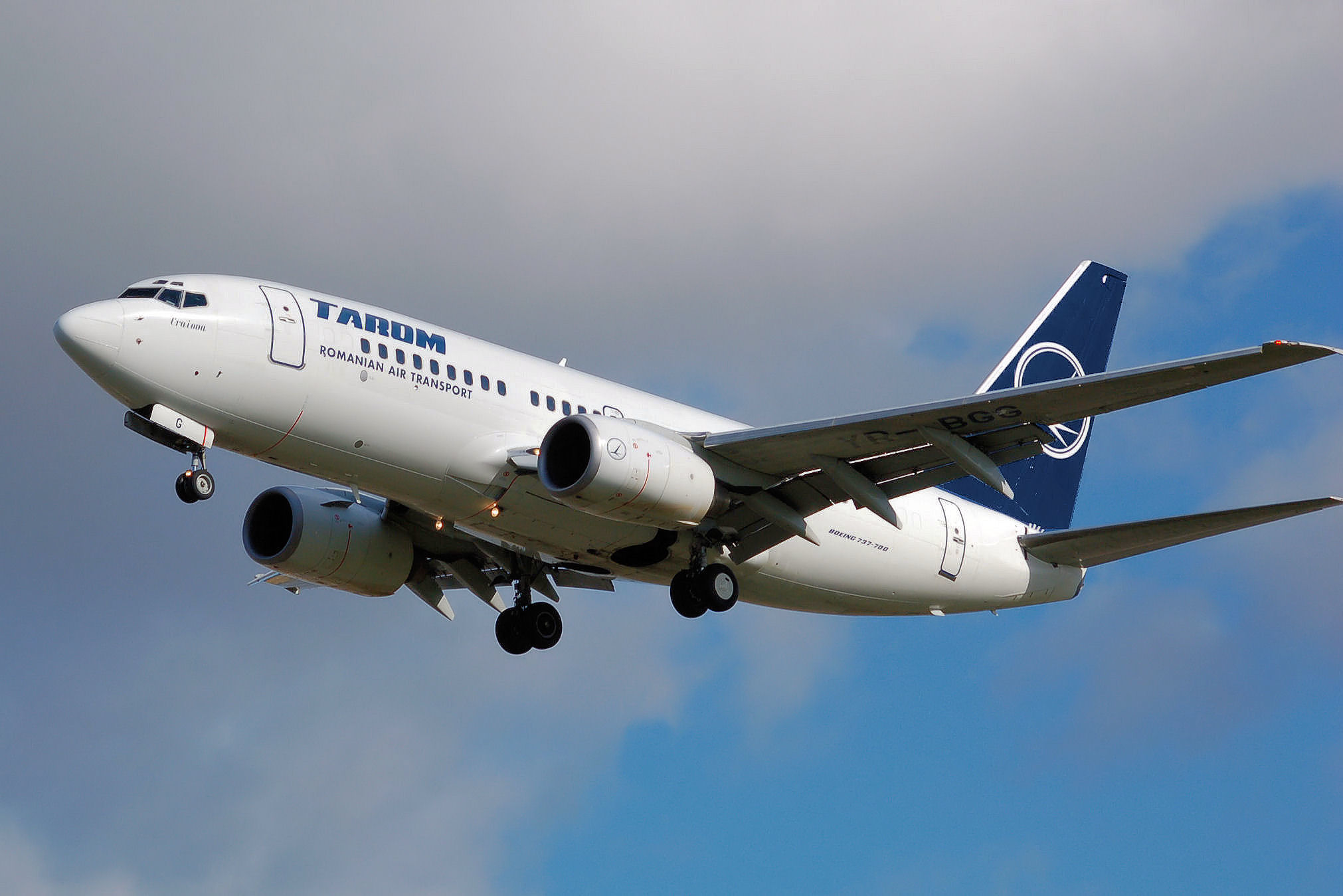
Авіалайнер Boeing 737 — типовий представник літального апарата з нерухомим крилом

Літальний апарат з нерухомим крилом здатний літати завдяки підйомній силі, що створюється аеродинамічною формою фіксованого крила при русі вперед з певною швидкістю, розвиток якої досягається різноманітними способами (частіше за рахунок двигуна або завдяки раціональному використанню висхідних повітряних потоків). Повітряні судна з нерухомим крилом є літальними апаратами важче повітря і відрізняються від гвинтокрилих повітряних суден, у яких лопаті-крила утворюють ротор, змонтований на обертовому валу або птахів, здатних до махаючого польоту.
Нерухомі крила літальних апаратів не завжди жорсткі: вони здатні до певних розрахунковим деформацій, а також до змін, в залежності від режиму польоту, стріловидності.
Використання нерухомого крила дає істотну перевагу при використанні тяги двигуна, що рухає повітряне судно вперед (літак), періодичних включень двигуна (параплан), а також використання повітряних потоків (дельтаплан) і ефекту екрану Землі (екраноплан). Літаки, що не мають власного двигуна (планери), після набору висоти (буксирування літаком або зліт з високогірного майданчика) переходять у режим вільного польоту (ширяння), використовуючи повітряні потоки для переміщення та подальшого набору висоти, як це роблять птахи при ширяючому польоті (яструби, шуліки і так далі). Сучасні планери відрізняються великою різноманітністю: починаючи від надлегких, вагою в десяток кілограмів і швидкістю польоту трохи більше швидкості коня, і закінчуючи космічними човниками, стартовою масою понад 100 тонн і швидкістю польоту на орбіті 28 тисяч км/год. Незважаючи на те, що за своїми льотними характеристиками будь-який крилатий космічний корабель мало нагадує звичайний планер, він знижується в атмосфері і сідає на поверхню Землі у режимі планера.
Найчастіше літальні апарати з нерухомим крилом пілотує пілот, який знаходиться на борту повітряного судна, однак деякі призначені для дистанційного керування або управління з комп'ютера (так звані дрони або безпілотні літальні апарати).